# Mykoła Kołessa

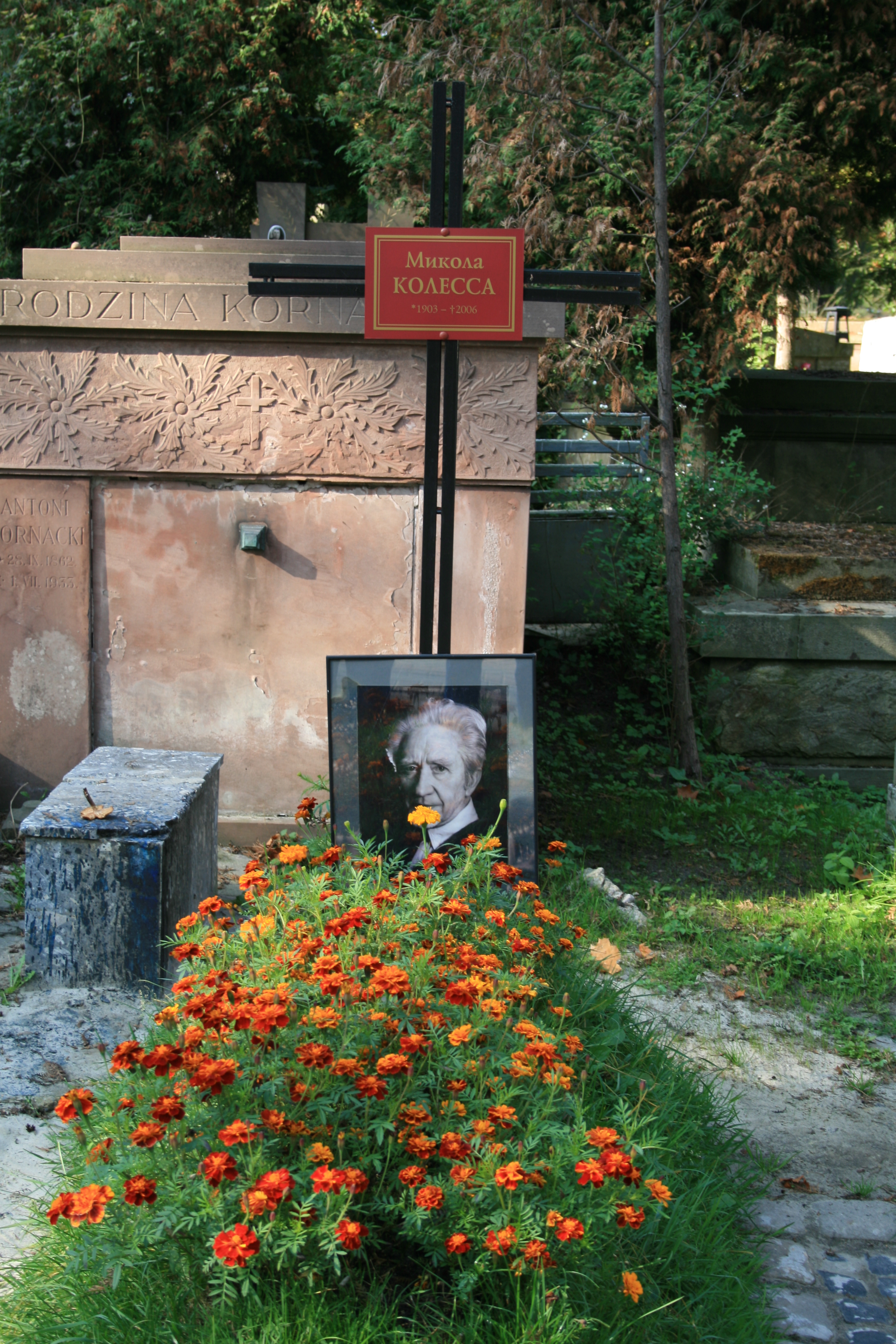
Grób Mykoły Kołessy

Mykoła Fiłaretowycz Kołessa ukr. Микола Філаретович Колесса (ur. 6 grudnia 1903 w Samborze, zm. 8 czerwca 2006 we Lwowie) – ukraiński kompozytor, dyrygent, pedagog. Ludowy Artysta ZSRR, laureat Państwowej Nagrody im. Tarasa Szewczenki, Bohater Ukrainy. Syn kompozytora Filareta Kołessy.
W młodości działał w organizacji Płast. Ukończył studia w Akademii Sztuk Scenicznych w Pradze. Od roku 1931 był wykładowcą konserwatorium lwowskiego, od 1957 – profesorem, a w latach 1953–1965 – rektorem. Wybitni studenci Kołessy to Stefan Turczak i Taras Mykytka.
Był autorem dwóch symfonii (1950, 1960), trzech suit symfonicznych, utworów na fortepian i organy.